# 聖若澤-杜迪維努 (米納斯吉拉斯州)
聖若昂杜迪維諾（葡萄牙語：São José do Divino）是巴西的城鎮，位於該國東南部，由米納斯吉拉斯州負責管轄，始建於1962年12月30日，面積326平方公里，海拔高度340米，2010年人口3,837，人口密度每平方公里11.76人。